# 412 Elisabetha
412 Elisabetha је астероид главног астероидног појаса са пречником од приближно 90,96 km.
Афел астероида је на удаљености од 2,880 астрономских јединица (АЈ) од Сунца, а перихел на 2,642 АЈ.
Ексцентрицитет орбите износи 0,043, инклинација (нагиб) орбите у односу на раван еклиптике 13,777 степени, а орбитални период износи 1676,181 дана (4,589 године).
Апсолутна магнитуда астероида је 9,00 а геометријски албедо 0,053.
Астероид је откривен 7. јануара 1896. године.